# Anastasio Somoza Debayle
Anastasio Somoza Debayle (5 de desembre de 1925 - 17 de setembre de 1980) va ser President de Nicaragua entre 1967 i 1972, i entre 1974 i 1979. Com a comandant de la Guardia Nacional, va mantenir el poder efectiu durant el període intermedi. Va ser el darrer membre de la família Somoza que va exercir el poder, després del seu pare i el seu germà, seguint una dinastia que havia començat el 1936.

## Biografia
Va ser el segon fill d'Anastasio Somoza García, que es convertí en President de Nicaragua el 1936. El més jove dels Somoza va ser educat a Florida i Long Island abans d'entrar a l'Acadèmia Militar dels Estats Units, on es va graduar el 1946. L'any següent, el seu pare el va nomenar cap de la Guàrdia Nacional.
Després de l'assassinat del seu pare el 1956, el més gran dels Somoza, Luis Somoza Debayle, va agafar la presidència. El 1967, després de la mort del seu germà, Anastasio Somoza va ser elegit president per primera vegada. Va haver de deixar el càrrec el 1972 perquè la llei n'impedia la reelecció immediata.
El desembre del mateix any, un terratrèmol va devastar la capital, Managua, deixant més de deu mil morts i pràcticament tota la ciutat destruïda. Es va decretar la llei marcial i Somoza, com a cap de la Guàrdia Nacional, es convertia en el dirigent de facto del país. Posteriorment, es va descobrir que la família Somoza s'havia apropiat de la major part de l'ajuda internacional oferta després del terratrèmol.
A pesar d'això, en Somoza fou reelegit President el 1974. A partir d'aquell moment, fins i tot l'Església Catòlica començava a estar en contra seva. A finals dels setanta, grups defensors dels drets humans denunciaven les violacions d'aquests drets comeses pel govern d'en Somoza. El suport als sandinistes creixia per tot el país. La guerrilla del Front Sandinista d'Alliberament Nacional el va derrocar el 17 de juliol de 1979 i va haver de fugir a Miami. Va ser assassinat l'any següent a Asunción (Paraguai).